# Alta (Wyoming)
Alta é uma Região censo-designada localizada no estado norte-americano de Wyoming, no Condado de Teton.

## Demografia
Segundo o censo norte-americano de 2000, a sua população era de 400 habitantes.

## Geografia
De acordo com o United States Census Bureau tem uma área de 
337,0 km², dos quais 336,8 km² cobertos por terra e 0,2 km² cobertos por água.

## Localidades na vizinhança
O diagrama seguinte representa as localidades num raio de 40 km ao redor de Alta. 